# 華中南路駅
華中南路駅（かちゅうなんろえき）は、中華人民共和国浙江省杭州市拱墅区石橋街道興業街と華中南路の交差点に位置する杭州地下鉄4号線の駅である。将来的には6号線（北延伸線）との乗換駅になる予定である。

## 歴史
- 2018年10月23日：着工[2]。
- 2022年2月21日：開業[3]。

## 駅構造
島式ホーム1面2線を有する地下駅。新天地街側に引き上げ線が2線ある。ラッシュアワー時には、当駅と甬江路駅の間で区間運転列車が設定されます。

### のりば
案内上ののりば番号は設定されていない。
| 路線    | 方向 | 行先               |
| ------- | ---- | ------------------ |
| ■ 4号線 | 下り | 火車東站・浦沿方面 |
| ■ 4号線 | 上り | 池華街方面         |

（出典：站内空间示意图）

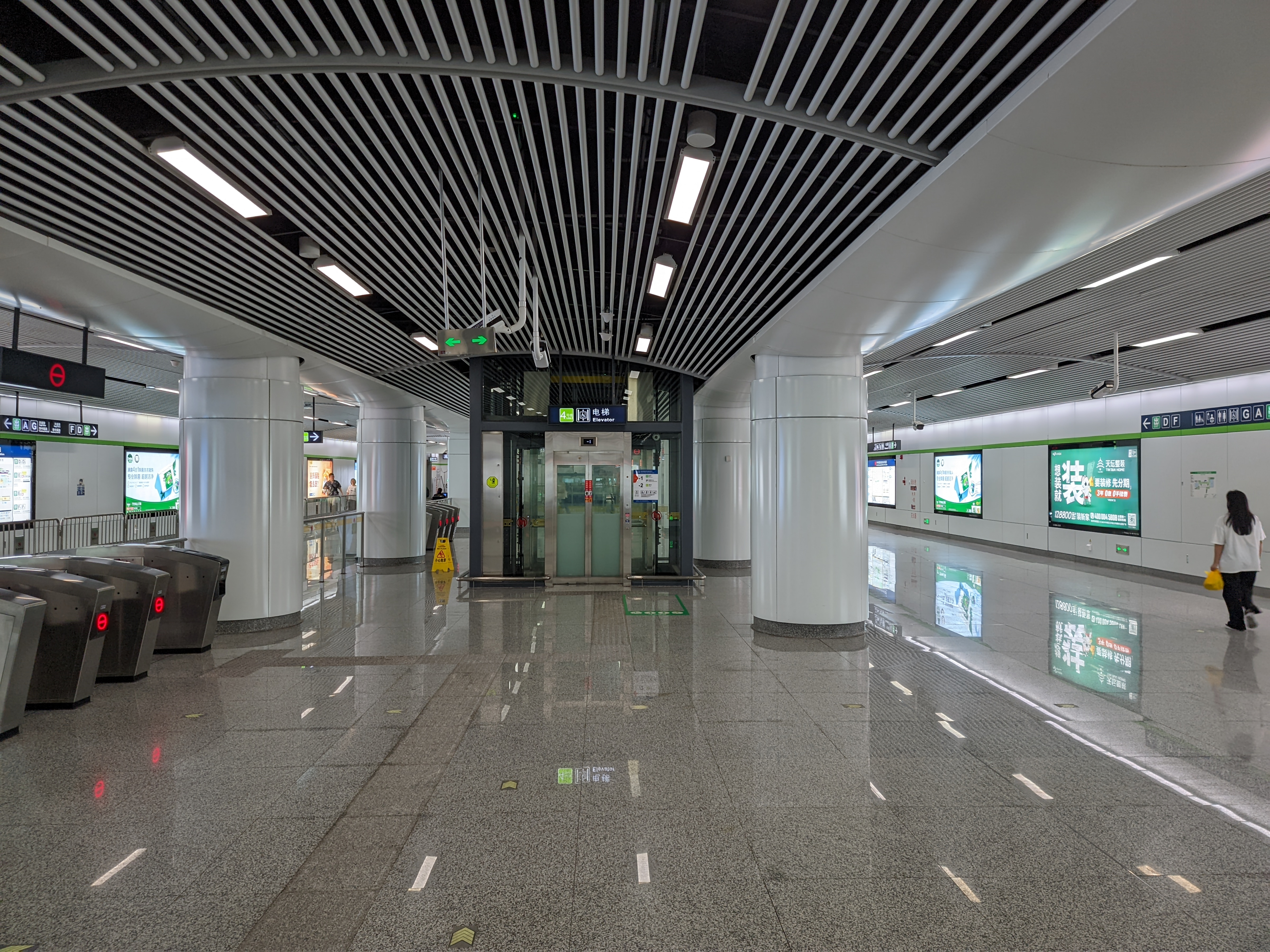
コンコース
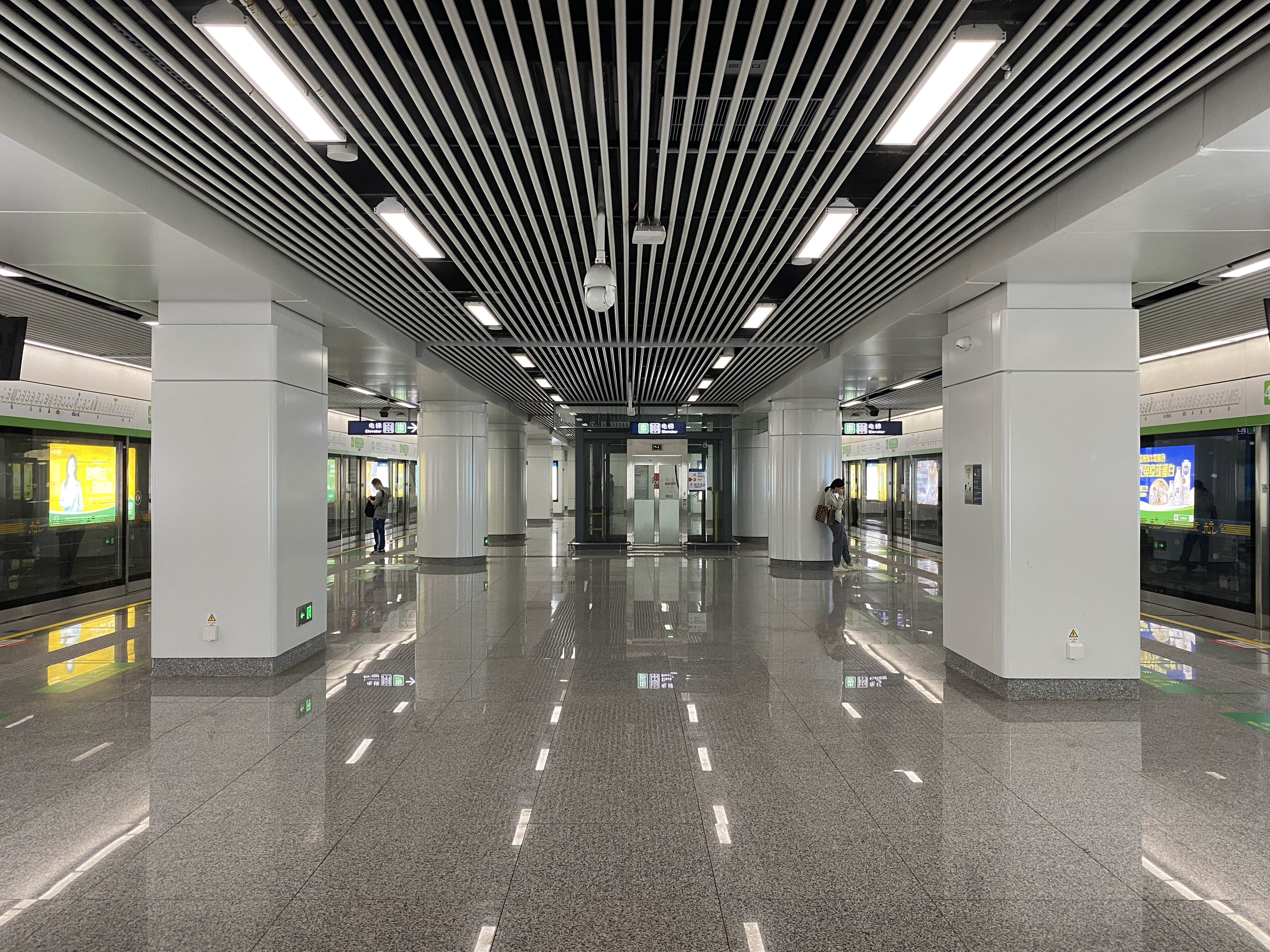
ホーム

## 駅周辺
- 新業公寓
- 楊家春暁南苑
- 景洲公寓

## 事故・不祥事
2025年1月6日14時18分、6号線華中南路駅工事現場において、バラ積みセメント車がセメントサイロへの圧送作業中、サイロ上部の耐圧限界を超えたため破損し、セメント粉塵が噴出・拡散する事故が発生しました。

## 隣の駅
杭州地下鉄
■ 4号線
筧橋老街駅 - 華中南路駅 - 新天地街駅